# Kissology Volume Three: 1992–2000
Kissology Vol. 3 1992-2000 är en video av Kiss, utgiven den 18 december 2007 och innehållande fyra stycken DVD + en bonus-DVD som finns i flera olika utgåvor. Volymen sträcker sig från 1992-2000.
Volymen har sålt 8x platina i USA.

## Skiva 1
The Palace Of Auburn Hills - Detroit
1. Creatures Of The Night
2. Deuce
3. I Just Wanna
4. Unholy
5. Parasite
6. Heaven's On Fire
7. Domino
8. Watchin' You
9. War Machine
10. Rock And Roll All Nite
11. Lick It Up
12. Take It Off
13. I Love It Loud
14. Detroit Rock City
15. God Gave Rock And Roll To You II
16. Love Gun
17. Star Spangled Banner

MTV "Unplugged: Behind The Scenes"
MTV "Unplugged
1. Comin' Home
2. Plaster Caster
3. Goin' Blind
4. Do You Love Me?
5. Domino
6. Got To Choose
7. Sure Know Something
8. A World Without Heroes
9. Hard Luck Woman
10. Rock Bottom
11. See You Tonight
12. I Still Love You
13. Every Time I Look At You
14. Heaven's On Fire
15. Spit
16. C'mon And Love Me
17. God Of Thunder
18. 2,000 Man
19. Beth
20. Nothin' To Lose
21. Rock And Roll All Nite

## Skiva 2
Tiger Stadium - Detroit
1. Deuce
2. King Of The Night Time World
3. Do You Love Me?
4. Calling Dr. Love
5. Cold Gin
6. Christine Sixteen
7. Love Gun
8. Shout It Out Loud
9. Watchin' You
10. Firehouse
11. Strutter
12. Shock Me
13. Rock Bottom
14. God Of Thunder
15. Let Me Go, Rock 'N' Roll
16. 100,000 Years
17. Rock And Roll All Nite

MTV Video Music Awards Performance – Brooklyn Bridge, NY
1. Rock And Roll All Nite
2. New York Groove
3. Deuce
4. Calling Dr. Love
5. Love Gun

Dodger Stadium – Los Angeles, CA (Part One)
1. Psycho Circus
2. Shout It Out Loud
3. Let Me Go, Rock 'N' Roll
4. Shock Me
5. Do You Love Me?
6. Calling Dr. Love
7. Firehouse
8. Cold Gin
9. Nothin' To Lose
10. She
11. I Was Made For Lovin' You

## Skiva 3
Dodger Stadium – Los Angeles, CA (Part two)
1. Into The Void
2. Love Gun
3. Within
4. 100,000 Years
5. King Of The Night Time World
6. God Of Thunder
7. Deuce
8. Detroit Rock City
9. Beth
10. Black Diamond
11. Rock And Roll All Nite

Detroit Rock City – Film Premiere Party: Los Angeles, CA
1. Detroit Rock City
2. Shout It Out Loud
3. Cold Gin
4. Rock And Roll All Nite

Continental Arena Rutherford, NJ
1. Detroit Rock City
2. Deuce
3. Shout It Out Loud
4. Firehouse
5. Heaven's On Fire
6. Let Me Go, Rock 'N' Roll
7. Shock Me
8. Psycho Circus
9. God Of Thunder
10. 100,000 Years
11. Love Gun
12. Black Diamond
13. Beth
14. Rock And Roll All Nite

## Skiva 4
Coventry Queens, NY (1973)
1. Deuce
2. Cold Gin
3. Nothin' To Lose
4. Strutter
5. Firehouse
6. Let Me Know
7. 100,000 Years
8. Black Diamond
9. Let Me Go, Rock 'N' Roll

## Bonusskivor
Kroq’s Weenie Roast – Irvine Meadows, CA (1996)
1. Deuce
2. Love Gun
3. Calling Dr. Love
4. Firehouse
5. Shock Me
6. 100,000 Years
7. Detroit Rock City
8. Black Diamond
9. Rock And Roll All Nite

MONSTERS OF ROCK SAO PAULO, BRAZIL 8/27/94 (om man handlar KISSology 3 på Best Buy)
1. Creatures Of The Night
2. Deuce
3. Parasite
4. Unholy
5. I Stole Your Love
6. Cold Gin
7. Watchin' You
8. Firehouse
9. Got To Choose
10. Calling Dr. Love
11. Makin' Love
12. War Machine
13. I Was Made For Lovin You
14. Domino
15. Love Gun
16. Lick It Up
17. God Of Thunder
18. I Love It Loud
19. Detroit Rock City
20. Black Diamond
21. Heaven's On Fire

Madison Square Garden (om man handlar KISSology 3 på Walmart)
1. Deuce
2. Calling Dr. Love
3. Cold Gin
4. Let Me Go, Rock 'n' Roll
5. Shout It Out Loud
6. Watchin' You
7. Firehouse
8. Shock Me
9. Strutter
10. Rock Bottom
11. God Of Thunder
12. Love Gun
13. 100,000 Years
14. Black Diamond
15. Detroit Rock City
16. Rock And Roll All Nite